# John Goldsberry
John Goldsberry (Vandalia, Ohio, 19 de octubre de 1982) es unexjugador de baloncesto estadounidense que jugó ocho temporadas como profesional, todas ellas en la Basketball Bundesliga alemana. Con 1,91 metros de estatura, jugaba en la posición de base.

## Trayectoria deportiva

### Universidad
Jugó cuatro temporadas con los Seahawks de la Universidad de Carolina del Norte en Wilmington, en las que promedió 9,1 puntos, 4,4 asistencias, 3,3 rebotes y 1,9 robos de balón por partido. Llevó  su equipo a dos torneos de la NCAA, y acabó como líder histórico de su universidad en asistencias. En 2015 su camiseta con el número 3 fue retirada como homenaje.
Fue elegido jugador defensivo del año de la Colonial Athletic Association en 2005, e incluido además en el mejor quinteto de la conferencia. Los tres últimos años apareció además en el mejor quinteto defensivo.

### Profesional
Tras no ser elegido en el Draft de la NBA de 2006, fichó por el equipo alemán del Bayer Giants Leverkusen, donde disputó una temporada, promediando 8,1 puntos y 4,2 asistencias por partido.
En julio de 2007 firmó con los Artland Dragons, también de la Basketball Bundesliga. Jugó una temporada en la que también participó en la Eurocup, promediando 7,9 puntos y 4,0 asistencias por partido. Esa temporada lograron ganar la Copa de Alemania.
En 2008 fichó por el Brose Bamberg, club en el que permaneció durante seis temporadas, aunque la 2011-2012 se la perdió entera debido a una grave lesión en la rodilla. Durante ese periodo de tiempo ganó tres ligas y dos copas, aportando sus mejores números la primera temporada, en la que promedió 6,7 puntos y 2,7 asistencias por partido. En mayo de 2014, él y su compañero de equipo Casey Jacobsen anunciaron que se retiraban del baloncesto, tras pasar las seis últimas temporadas en el equipo. Como homenaje, su camiseta con el número 5, así como la 23 de Jacobsen, fueron retiradas por el Brose Bamberg.